# Wings of Lebanon
Wings of Lebanon (em árabe: أجنحة لبنان) era uma companhia aérea libanesa com sede em Beirute.

## História
A companhia aérea foi fundada em 2016 e iniciou as operações no mesmo ano. Em 20 de maio de 2018, a Wings of Lebanon recebeu seu primeiro Boeing 737-700.
Em 26 de agosto de 2020, a Wings of Lebanon anunciou que suspenderia as operações, citando a pandemia de COVID-19 e a situação econômica no Líbano como o motivo para encerrar as operações.

## Frota

### Frota atual
A frota da Wings of Lebanon consistia nas seguintes aeronaves:
| Aeronaves      | Em Serviço | Ordens | Passageiros | Notas |
| -------------- | ---------- | ------ | ----------- | ----- |
| Boeing 737-700 | 1          | –      | 148         |       |
| Total          | 1          | 0      |             |       |

### Frota Histórica
A frota da Wings of Lebanon também consistiu nas seguintes aeronaves:
- Boeing 737-300